# Grallaire de Ridgely
Grallaria ridgelyi
Espèce
Statut de conservation UICN

 EN B1ab(i,ii,iii,v);C2a(i) : En danger
La Grallaire de Ridgely (Grallaria ridgelyi) ou grallaire jocotoco, est une espèce de passereaux de la famille des Grallariidae.
Son nom est attribué à l'ornithologue américain Robert Sterling Ridgely (en).

## Répartition
Cet oiseau vit en amont du río Chinchipe (es) (sud de l'Équateur et nord du Pérou).

## Habitat
Elle vit uniquement dans les forêts humides composées de bambous Chusquea et d'arbres Cecropia entre 2 250 et 2 680 m d'altitude. La plus haute altitude où l'espèce a été trouvée coïncide avec la limite d'altitude des espèces du genre Cecropia

## Publication originale
- (en) Niels Krabbe, D. J. Agro, N. H. Rice, M. Jacome, L. Navarrete et F. Sornoza M., « A new species of antpitta (Formicariidae: Grallaria) from the southern Ecuadorian Andes », The Auk, Washington, AOS, vol. 116, no 4,‎ octobre 1999, p. 882-890 (ISSN 0004-8038 et 1938-4254, OCLC 636759596 et 1518634, BNF 37574357, lire en ligne).